# Cristinia rhenana
Cristinia rhenana är en svampart som beskrevs av Grosse-Brauckm. 1993. Cristinia rhenana ingår i släktet Cristinia och familjen Stephanosporaceae.   Inga underarter finns listade i Catalogue of Life.